# Adelayo Adedayo
Adelayo Adedayo (* 18. Dezember 1988 in Dagenham) ist eine britische Schauspielerin.

## Leben und Karriere
Adedayo wurde am 18. Dezember 1988 in Dagenham geboren. Sie stammt aus einer Familie nigerianischer Yoruba-Herkunft.  Neben einem Studium der Rechtswissenschaften an der Brunel University absolvierte sie eine berufsbegleitende Schauspielausbildung an der Identity School of Acting. 
Ihr Debüt gab sie 2011 in dem Film Sket. Von 2012 bis 2014 war sie in der Sitcom Some Girls zu sehen. Zwischen 2017 und 2019 trat Adedayo in Timewasters auf. Außerdem wurde sie 2022 für die Serie The Responder gecastet. Für ihre Leistung wurde sie für einen British Academy Television Award nominiert.
2024 erhielt sie die führende Hauptrolle für die Netflix-Serie Supacell von Rapman über eine Gruppe Schwarzer, die Superkräfte erhalten.

## Filmografie
Filme
- 2011: Sket
- 2013: Gone Too Far!
- 2017: Unlocked

Serien
- 2007: The Bill
- 2010: Skins – Hautnah
- 2011: M.I. High
- 2012–2014: Some Girls
- 2014: Law & Order: UK
- 2017–2019: Timewasters
- 2018: Origin
- 2019: The Capture
- 2022: The Responder
- 2024: Supacell